# Una limosna de amor

Una limosna de amor fue una telenovela mexicana producida por Patricia Lozano para la cadena Televisa en 1981. Protagonizada por Liliana Abud y José Alonso.

## Elenco
- Liliana Abud - Daniela
- José Alonso - Luis Alfonso
- Tony Carbajal - Silvio
- Rita Macedo - Emma
- Jorge Ortiz de Pinedo - Leonidas
- Rafael Banquells - Elías
- Luis Uribe - Gerardo
- Amparo Grisales - Julia
- Miguel Suárez Arias - Don Jorge
- Lilia Aragón - Ángela
- Raúl Meraz - Mora
- José Carlos Ruiz - Jeremías
- Rosa Furman - Ana
- Gustavo Rojo - Rolando
- Gloria Silva - Prudencia
- Alfonso Iturralde - Raúl
- Francisco del Toro
- Jorge Mateos
- Anabel Ferreira - Patty

## Equipo de producción
- Original de: Arturo Moya Grau
- Adaptación: Vivian Pestalozzi
- Tema original: Una limosna de amor
- Cinematografía: Karlos Velázquez
- Dirección: Rafael Banquells
- Productor: Patricia Lozano